# Gare d’Annot
Gare d’Annot vasútállomás Franciaországban, Annot településen.

## Vasútvonalak
Az állomást az alábbi vasútvonalak érintik:
- Nizza-Digne-vasútvonal

## Kapcsolódó állomások
A vasútállomáshoz az alábbi állomások vannak a legközelebb:
- Scaffarels
- Les Lunières